# Agrilinus nikolajevi
Agrilinus nikolajevi är en skalbaggsart som beskrevs av Berlov, Kalinina och Nikolajev 1989. Agrilinus nikolajevi ingår i släktet Agrilinus och familjen Aphodiidae. Inga underarter finns listade i Catalogue of Life.